# I Get It In
I Get It In è un brano musicale di Omarion, primo singolo estratto dall'album Ollusion. Al brano, al quale partecipa il rapper Gucci Mane, è stato pubblicato il 12 gennaio 2010, lo stesso giorno della pubblicazione di Ollusion. Il brano era stato inizialmente pensato per essere registrato insieme a Lil Wayne al posto di Gucci Mane.

## Tracce
Download digitale
1. I Get It In - 3:08

## Posizioni in classifica
| Classifica (2010)                    | Posizione più alta |
| ------------------------------------ | ------------------ |
| U.S. Billboard Hot 100               | 83                 |
| U.S. Billboard Hot R&B/Hip-Hop Songs | 20                 |